# Turisthotellet, Mölle

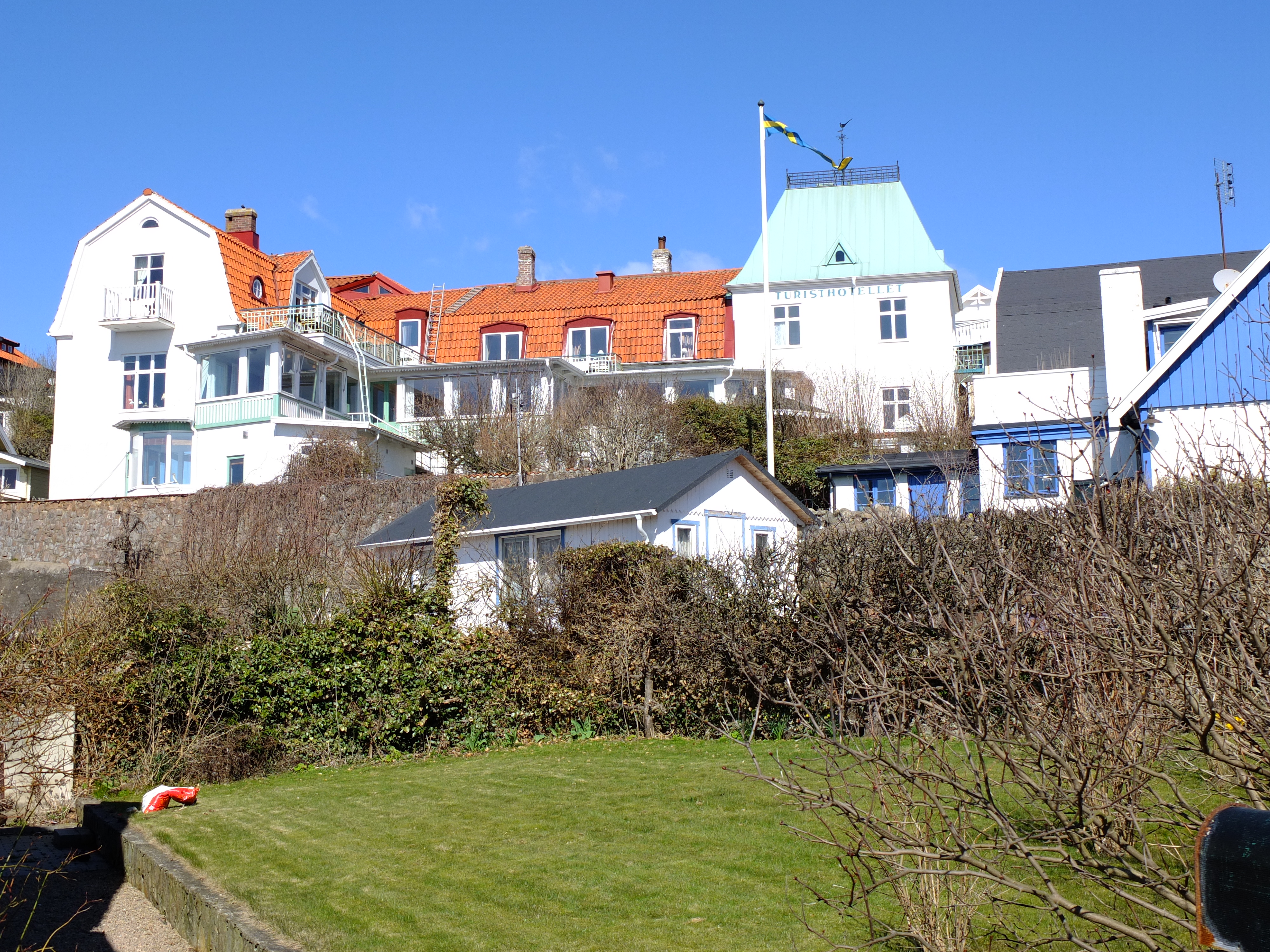
Hotellet år 2012, idag en bostadsrättsförening.

Turisthotellet var ett klassiskt badhotell i Mölle, Höganäs kommun, Skåne län.
Turisthotellet startade i liten skala år 1903 som Pensionat Mölle. I början av 1910-talet byggdes pensionatet på med en våning och döptes då om till Turisthotellet. År 1928 skedde ytterligare en utbyggnad, och byggnaden fick då det utseende som den har idag, i schweizerstil, med det karaktäristiska tornet. Hotellet hade då 18 rum. 
Hotellet var länge det enda i Mölle som hade öppet året runt. På hotellet semestrade författare som Ivar Lo-Johansson, Gabriel Jönsson och Olle Länsberg.
I mitten av 1990-talet köptes hotellet av Björn Samuelsson och Lottie Sjöholm-Samuelsson. Ungefär samtidigt försågs samtliga rum med egen toalett och bad. Antalet rum minskade till 14. De fortsatte att driva hotellet under några år, men valde sedan att arrendera ut det, först till Hotel Kullaberg, sedan till Grand Hotel, Mölle.
År 2012 började hotellet att byggas om till nio bostadsrätter. Bostadsrättsföreningen heter Mölle by the Sea, och inflyttningen skedde under 2014.
Fläskkvartetten spelade 2006 in skivan Voices of Eden på Turisthotellet i Mölle.